# Fischer America
A Fischer foi fundada em 1981 Eduardo Fischer como agência de publicidade. A agência pertence ao Grupo Fischer, que atua como fornecedor de soluções estratégicas e integradas de comunicação, reunindo empresas especializadas em diferentes disciplinas - propaganda, eventos/live marketing, promoção, conteúdo, entretenimento e licenciamento, e soluções de premiação corporativa.